# 金楠
金 楠（キム・ナム、朝鮮語: 김남、1930年4月22日 - 1998年3月2日）は、大韓民国の政治家、第13代韓国国会議員。
本貫は蔚山金氏。仁村金性洙の七男である。

## 経歴
京城（現・ソウル）出身。檀国大学校政治科卒。ソウル大学校行政大学院発展政策課程修了。大統領秘書官、株式会社万報社常務理事、東亜日報米州地域会長、統一民主党所属の第13代国会議員、国会経済科学委員会幹事・交通逓信委員会委員、民自党党紀委員、第3・4代国立公園管理公団（現・国立公園公団）理事長を務めた。
国立公園管理公団理事長在任中の1998年3月2日朝、ソウル市の三星医療院で持病により死去。享年68。